# Данилов, Иван Данилович
Иван Данилович Данилов (1768 или 1770 — 1852) — тайный советник, член Совета военного министра, сенатор.

## Биография
Сын приказного служителя. 
24 февраля 1786 года Данилов был определён на службу подканцеляристом в Карачевский уездный суд. Прослужив там четыре года, Данилов перешёл на военную службу и 1 сентября 1790 года поступил рейтаром в лейб-гвардии Конный полк. В начале 1801 года произведён в унтер-офицеры и 28 апреля переведён в Военную Его Императорского Высочества Цесаревича канцелярию.
31 декабря 1804 года получил первый классный чин — коллежского регистратора, а в следующем году был в походах в Австрии, участвовал в сражении при Аустерлице и до заключения мира находился при канцелярии цесаревича Константина Павловича. В следующую кампанию 1807 года был в Восточной Пруссии, участвовал в сражениях при Гейльсберге и Фридланде, состоя всё время до Тильзитского мира при цесаревиче.
В 1810 году Данилов был произведён в губернские секретари и в 1812 году получил чин 9-го класса.
В 1812 году Данилов участвовал в отражении нашествия Наполеона в Россию, а затем, в 1813 и 1814 годах находился в Заграничном походе и был в сражениях при Бауцене, Дрездене, Кульме и Лейпциге и при вступлении в 1814 году союзных войск в Париж. За отличия и труды в Заграничных походах награждён орденами св. Владимира 4-й степени и св. Анны 2-й степени и чином 8-го класса.
По возвращении в Санкт-Петербург, был командирован в Варшаву, где и находился до восстания поляков, получив последовательно все чины включительно до 4-го класса, который ему был пожалован 22 января 1826 года.
Когда осенью 1830 года начался польский мятеж, Данилов был захвачен мятежниками в плен, но через месяц был освобождён и уехал в Пруссию на лечение. В январе 1831 года возвратился к цесаревичу Константину Павловичу в местечко Великую Брестолицу. Во время Польской кампании Данилов состоял снова при цесаревиче, затем, по отбытии его из армии, следовал за ним в Белосток и до Витебска, а оттуда, по кончине цесаревича, сопровождал его тело в Санкт-Петербург.
22 августа 1831 года Данилов был назначен членом Совета военного министра, а в 1832 году — членом комитета для сокращения переписки в полках, бригадах и дивизионных штабах и комиссии для распределения и сдачи дел управления цесаревича Константина Павловича. 6 декабря того же года пожалован в тайные советники с назначением присутствующим в Правительствующем сенате. По смерти в 1833 году генерала от инфантерии графа Куруты, был председателем комитета по окончанию дел великого князя Константина Павловича и ему же был поручен главный надзор в Санкт-Петербургской временной счётной комиссии по продовольствию войск бывшего Литовского корпуса за 1830 год.
В сенате Данилов присутствовал во 2-м отделении 5-го департамента, а с 1 января 1840 года присутствовал в Межевом департаменте.
Умер 11 (23) мая 1852 года в Санкт-Петербурге, похоронен на кладбище Воскресенского Новодевичьего монастыря.
В 1804 году Данилов издал «Письмо о совести», из сочинений Рязанского дворянина М. Д. Кроме того, в «Русской старине» (1870 г., т. 1, с. 246—247) напечатан отрывок из рассказов сенатора И. Д. Данилова «Цесаревич Константин Павлович в 1825 и 1826 гг.», сообщённый академиком А. Ф. Бычковым.

## Награды
Среди прочих наград Данилов имел ордена:
- Орден Святого Владимира 4-й степени (1814 год)
- Орден Святой Анны 2-й степени (1814 год)
- Орден Святого Станислава 1-й степени (12 мая 1829 года)
- Польский знак отличия за военное достоинство (Virtuti Militari) 2-й степени (1831 год)
- Орден Святой Анны 1-й степени (15 сентября 1831 года)
- Орден Святого Владимира 2-й степени (30 декабря 1840 года)